# Riverdance
Riverdance  (que em português seria uma aglutinação de "dança do rio") é um espectáculo de sapateado irlandês, reconhecido pelo rápido movimento de pernas dos dançarinos e aparente imobilidade da cintura para cima.
A produção de Riverdance foi elaborada para um intervalo de 7 minutos, no Festival da Eurovisão de 1994, por Bill Whelan, a 1 de Abril de 1994. A Irlanda era a anfitriã, por vencer a edição de 1993, tendo escolhido a cultura celta como mote para este espectáculo.
Riverdance conta com um grupo musical reduzido, composto por Davy Spillane, o violonista espanhol Rafael Riqueni, a búlgara multi-facetada instrumentalista Nikola Parov, o acordeonista Máirtín O'Connor e percussionista Noel Eccles.
Uma das características do show original eram os números de gospel, escritos — como todo o resto — por Whelan e interpretado pelo Reverendo James Ginon, de Atlanta. Estes números iriam alegadamente explorar a sensação de deslocados que os irlandeses e africanos teriam sentido após emigração para o Novo Mundo.
Outra das características de destaque de Riverdance, é a sensualidade das danças, entrando em contraste com as alusões às tradições irlandesas. "Os irlandeses sempre separaram o sexo e a espiritualidade como se não pudessem coexistir no ser humano", disse Whelan. "O meu ponto de vista é que a espiritualidade sem sexualidade e sensualidade torna-se árida. A sensualidade é um dos aspectos mais importantes deste trabalho".

## Precedentes
Bill Whelan foi convidado por Moya Doherty para escrever uma peça musical para a Eurovisão de 1994 que envolvesse dança. Esta peça teria, inquestionavelmente, que representar a cultura irlandesa — e que outra forma melhor, senão pela sua dança tradicional. Whelan, que já trabalhara com Anúna noutros trabalhos, reconheceu os percussionistas do The Spirit of Mayo, no National Concert Hall, em Dublin. Foi neste espectáculo que se estreou a dupla Michael Flatley e Jean Butler, com a participação de uma orquestra sinfónica de 85 peças, entre outros artistas e grupos corais de renome. Assim, Riverdance pode ser encarado como a continuação e fusão de várias ideias e projectos ao longo do tempo.
A concepção deste espectáculo foi então iniciada em Outubro de 1994. Poucos meses antes e poucos meses depois se conseguiam reunir Whelan e Moya com Michael Flatley, Maria Pagés, e Nikola Parov. Em três meses apenas seriam compostas as músicas e a coreografia.
O espectáculo, segundo Whelan, "não se apresenta como uma narrativa, mas sim com temas enraízados profundamente nas músicas e danças das culturas antigas. Na primeira parte exploram-se a Terra, o Sol, fogo, a Lua e outros elementos comuns à maioria das culturas. Portanto, de forma e conteúdo muito céltico. Na segunda parte ilustra-se como a cultura narrativa foi forçada a emigrar, expondo-se à influência de outras culturas, quer na música quer na dança. O final converge, porém, para a fusão destas culturas". Whelan adianta ainda que o espectáculo se assemelha muito à cultura cigana, na medida em que a sua expressão artística se revela, segundo alguns autores de estudos etnológicos, muito nostálgica devido à ausência de raízes e, de certa forma, celebrativa por isso mesmo.

## Produção
A combinação de música tradicional e moderna, com coros e dança irlandesa resultou perfeita, apaixonando o público imediatamente pela cultura do país.
Anúna, o grupo coral de Michael McGlynn mostrou-se como uma das peças cativantes do espectáculo original, mas a aparição do brilhantismo de Michael Flatley e Jean Butler foi equiparável. Este espectáculo de coreografia e música relançou a dança tradicional irlandesa, abafada pelo progresso tecnológico e constrangimentos das camadas mais jovens da actualidade.
A resposta a estes 7 minutos mostrou-se tão positiva que Bill Whelan projectou a repetição para um espectáculo isolado, de maior duração, incorporando música e dança de outras culturas, estabelecendo assim a analogia com a emigração irlandesa do século XIX.
A inauguração teve a duração de duas horas, no Dublin's Point Theatre, na Irlanda, em Fevereiro de 1995, produzido desta vez por Moya Doherty e dirigido por John McColgan. Esta versão esgotou as bilheteiras durante cinco semanas. A coreografia, que agora incluía Flamenco (Maria Pagés) e a Companhia de Dança Moiseyev de Moscou, bem como uma equipa de dançarinos irlandeses de hardshoe dirigido por Michael Flatley e Butler, deixou as audiências estupefactas.
Posteriormente seria lançado um álbum, com nova gravação do tema principal de Riverdance, que iria escalar para os primeiros lugares do top nacional. O show é transladado para Londres em Junho para, durante quatro semanas, esgotar bilheteiras no Apollo Hammersmith, e a edição em vídeo tornar-se-ia a produção de maior venda em pouco tempo no Reino Unido. Em Agosto retorna à Irlanda, para novo rebate de bilheteiras.